# بیون انگلز
بیون انگلز (انگلیسی: Björn Engels؛ زادهٔ ۱۵ سپتامبر ۱۹۹۴) بازیکن فوتبال اهل بلژیک است. وی در پست مدافع برای باشگاه فوتبال استون ویلا بازی می‌کند. (در فصل ۲۰–۲۰۱۹)
از باشگاه‌هایی که در آن بازی کرده‌است می‌توان به باشگاه فوتبال کلوب بروژ، باشگاه فوتبال استاد رنس، و باشگاه فوتبال المپیاکوس اشاره کرد.
وی همچنین در تیم‌های ملی فوتبال زیر ۱۷ سال بلژیک، زیر ۱۹ سال بلژیک، و زیر ۲۱ سال بلژیک بازی کرده‌است.